# Eubergia boetifica
Eubergia boetifica är en fjärilsart som beskrevs av Druce 1899. Eubergia boetifica ingår i släktet Eubergia och familjen påfågelsspinnare. Inga underarter finns listade i Catalogue of Life.